# Grand Prix Internacional Costa Azul 2006
Il Grand Prix Internacional Costa Azul 2006, seconda edizione della corsa, valevole come prova del circuito UCI Europe Tour 2006 categoria 2.1, si svolse in 4 tappe dal 9 al 12 febbraio 2006 per un percorso totale di 712,2 km, con partenza da Setúbal ed arrivo a Santiago do Cacém. Fu vinta dall'australiano Robbie McEwen del team Davitamon-Lotto, che si impose in 17 ore 10 minuti e 22 secondi alla media di 41,47 km/h.
Al traguardo di Santiago do Cacém 129 ciclisti conclusero il gran premio.

## Tappe
| Tappa  | Data        | Percorso                  | km    | Vincitore di tappa | Leader cl. generale |
| ------ | ----------- | ------------------------- | ----- | ------------------ | ------------------- |
| 1ª     | 9 febbraio  | Setúbal > Palmela         | 158,3 | Robbie McEwen      | Robbie McEwen       |
| 2ª     | 10 febbraio | Alcochete > Montijo       | 189,4 | Enrico Degano      | Robbie McEwen       |
| 3ª     | 11 febbraio | Alcácer do Sal > Grândola | 192   | Sébastien Chavanel | Robbie McEwen       |
| 4ª     | 12 febbraio | Sines > Santiago do Cacém | 172,5 | Enrico Degano      | Robbie McEwen       |
| Totale | Totale      | Totale                    | 712,2 |                    |                     |

## Squadre partecipanti
| N.    | Cod. | Squadra                       |
| ----- | ---- | ----------------------------- |
| 1-8   | ECV  | Comunidad Valenciana          |
| 11-18 | FDJ  | Française des Jeux            |
| 21-28 | DVL  | Davitamon-Lotto               |
| 31-38 | BAR  | Barloworld                    |
| 41-48 | BTL  | Bouygues Télécom              |
| 51-58 | RB3  | Rabobank Continental Team     |
| 61-68 | BHL  | Barbot-Halcon                 |
| 71-78 | MAI  | Maia-Milaneza                 |
| 81-88 | IMO  | Imoholding-Loulé Jardim Hotel |

| N.      | Cod. | Squadra                        |
| ------- | ---- | ------------------------------ |
| 91-98   | CAB  | Carvalhelhos-Boavista          |
| 101-108 | MAD  | Madeinox-Bric-A.R. Canelas     |
| 111-118 | DUJ  | Duja-Tavira                    |
| 121-128 | VIT  | Vitoria-ASC                    |
| 131-138 | PRM  | Paredes Rota Dos Moveis        |
| 141-148 | LAL  | L.A. Aluminios-Liberty Seguros |
| 151-158 | RBA  | Riberalves-Alcobaca            |
| 161-168 | KOF  | Tinkoff Restaurants            |

## Dettagli delle tappe

### 1ª tappa
- 9 febbraio: Setúbal > Palmela – 158,3 km

Risultati
| Pos. | Corridore      | Squadra         | Tempo    |
| ---- | -------------- | --------------- | -------- |
| 1    | Robbie McEwen  | Davitamon-Lotto | 4h01'54" |
| 2    | Bernhard Eisel | Franc. des Jeux | a 1"     |
| 3    | Manuel Cardoso | Carvalhelhos    | s.t.     |

| Pos. | Corridore      | Squadra         | Tempo    |
| ---- | -------------- | --------------- | -------- |
| 1    | Robbie McEwen  | Davitamon-Lotto | 4h01'44" |
| 2    | Bernhard Eisel | Franc. des Jeux | a 5"     |
| 3    | Manuel Cardoso | Carvalhelhos    | a 7"     |

### 2ª tappa
- 10 febbraio: Alcochete > Montijo – 189,4 km

Risultati
| Pos. | Corridore     | Squadra         | Tempo    |
| ---- | ------------- | --------------- | -------- |
| 1    | Enrico Degano | Barloworld      | 4h32'47" |
| 2    | Robbie McEwen | Davitamon-Lotto | s.t.     |
| 3    | Giosuè Bonomi | Barloworld      | s.t.     |

| Pos. | Corridore      | Squadra         | Tempo    |
| ---- | -------------- | --------------- | -------- |
| 1    | Robbie McEwen  | Davitamon-Lotto | 8h34'25" |
| 2    | Bernhard Eisel | Franc. des Jeux | a 11"    |
| 3    | Giosuè Bonomi  | Barloworld      | a 13"    |

### 3ª tappa
- 11 febbraio: Alcácer do Sal > Grândola – 192 km

Risultati
| Pos. | Corridore          | Squadra         | Tempo    |
| ---- | ------------------ | --------------- | -------- |
| 1    | Sébastien Chavanel | Bouygues Tél.   | 4h30'24" |
| 2    | Robbie McEwen      | Davitamon-Lotto | a 6"     |
| 3    | Enrico Degano      | Barloworld      | s.t.     |

| Pos. | Corridore          | Squadra         | Tempo     |
| ---- | ------------------ | --------------- | --------- |
| 1    | Robbie McEwen      | Davitamon-Lotto | 13h04'40" |
| 2    | Bernhard Eisel     | Franc. des Jeux | a 20"     |
| 3    | Pedro Miguel Lopes | L.A. Aluminios  | s.t.      |

### 4ª tappa
- 12 febbraio: Sines > Santiago do Cacém – 172,5 km

Risultati
| Pos. | Corridore      | Squadra         | Tempo    |
| ---- | -------------- | --------------- | -------- |
| 1    | Enrico Degano  | Barloworld      | 4h05'46" |
| 2    | Bernhard Eisel | Franc. des Jeux | s.t.     |
| 3    | Robbie McEwen  | Davitamon-Lotto | s.t.     |

| Pos. | Corridore      | Squadra         | Tempo     |
| ---- | -------------- | --------------- | --------- |
| 1    | Robbie McEwen  | Davitamon-Lotto | 17h10'22" |
| 2    | Bernhard Eisel | Franc. des Jeux | a 12"     |
| 3    | Giosuè Bonomi  | Barloworld      | a 23"     |

## Evoluzione delle classifiche
| Tappa              | Vincitore          | Classifica generale | Classifica scalatori | Classifica a punti | Classifica giovani | Classifica a squadre |
| ------------------ | ------------------ | ------------------- | -------------------- | ------------------ | ------------------ | -------------------- |
| 1ª                 | Robbie McEwen      | Robbie McEwen       | Daniel Petrov        | Robbie McEwen      | Manuel Cardoso     | Rabobank Continental |
| 2ª                 | Enrico Degano      | Robbie McEwen       | Daniel Petrov        | Robbie McEwen      | Manuel Cardoso     | Rabobank Continental |
| 3ª                 | Sébastien Chavanel | Robbie McEwen       | Daniel Petrov        | Robbie McEwen      | Manuel Cardoso     | Rabobank Continental |
| 4ª                 | Enrico Degano      | Robbie McEwen       | Daniel Petrov        | Robbie McEwen      | Manuel Cardoso     | Rabobank Continental |
| Classifiche finali | Classifiche finali | Robbie McEwen       | Daniel Petrov        | Robbie McEwen      | Manuel Cardoso     | Rabobank Continental |

## Classifiche finali

### Classifica generale
| Pos. | Corridore          | Squadra         | Tempo     |
| ---- | ------------------ | --------------- | --------- |
| 1    | Robbie McEwen      | Davitamon       | 17h10'22" |
| 2    | Bernhard Eisel     | Franc. des Jeux | a 12"     |
| 3    | Giosuè Bonomi      | Barloworld      | a 23"     |
| 4    | Pedro Miguel Lopes | L.A. Aluminios  | a 24"     |
| 5    | Manuel Cardoso     | Carvalhelhos    | a 26"     |
| 6    | Pedro Soeiro       | Riberalves      | a 28"     |
| 7    | Rony Martias       | Bouygues Tél.   | s.t.      |
| 8    | Tom Veelers        | Rabobank        | s.t.      |
| 9    | Bruno Neves        | Madeinox        | a 29"     |
| 10   | Pedro Cardoso      | Maia-Milaneza   | a 30"     |

### Classifica a punti
| Pos. | Corridore          | Squadra         | Punti |
| ---- | ------------------ | --------------- | ----- |
| 1    | Robbie McEwen      | Davitamon       | 84    |
| 2    | Bernhard Eisel     | Franc. des Jeux | 67    |
| 3    | Enrico Degano      | Barloworld      | 66    |
| 4    | Sébastien Chavanel | Bouygues Tél.   | 48    |
| 5    | Bruno Neves        | Madeinox        | 36    |

### Classifica scalatori
| Pos. | Corridore         | Squadra       | Punti |
| ---- | ----------------- | ------------- | ----- |
| 1    | Daniel Petrov     | Maia-Milaneza | 7     |
| 2    | Nelson Vitorino   | Duja-Tavira   | 4     |
| 3    | Juan Olmo Menacho | Maia-Milaneza | 4     |
| 4    | Pedro Cardoso     | Imoholding    | 3     |
| 5    | Renato Silva      | Duja-Tavira   | 3     |

### Classifica a squadre
| Pos. | Squadra                        | Tempo     |
| ---- | ------------------------------ | --------- |
| 1    | Rabobank                       | 51h32'41" |
| 2    | Bouygues Télécom               | a 5"      |
| 3    | L.A. Aluminios-Liberty Seguros | a 12"     |
| 4    | Maia-Milaneza                  | a 15"     |
| 5    | Imoholding-Loule Jardim        | a 17"     |